# Julio César la Cruz
Julio César la Cruz Peraza (Camagüey, 11 agosto 1989) è un pugile cubano, della categoria dei pesi mediomassimi.

## Carriera pugilistica

### Risultati alle Olimpiadi

#### Rio de Janeiro 2016
Ha vinto la medaglia d'oro nella categoria dei Pesi mediomassimi ai Giochi olimpici di Rio de Janeiro 2016.
- Batte Mehmet Nadir Ünal ( Turchia) 3-0
- Batte Michel Borges ( Brasile) 3-0
- Batte Mathieu Bauderlique ( Francia) 3-0
- Batte Ädilbek Nïyazımbetov ( Kazakistan) 3-0

### Risultati ai Mondiali

#### Baku 2011
Ha vinto la medaglia d'oro nella categoria dei pesi mediomassimi ai mondiali di Baku 2011, dove ha avuto anche il ruolo di capitano della squadra cubana.
- Batte Mikhail Dauhaliavets ( Bielorussia) 25-11
- Batte Caner Sayak ( Turchia) 17-7
- Batte Enrico Kölling ( Germania) 8-6
- Batte Damien Hooper ( Australia) 14-13
- Batte Egor Mekhontsev ( Russia) 21-15
- Batte Ädilbek Nïyazımbetov ( Kazakistan) 17-13

#### Almaty 2013
Ha vinto la medaglia d'oro nella categoria dei pesi mediomassimi ai mondiali di Almaty 2013.
- Batte Serge Michel ( Germania) 3-0
- Batte Oleksandr Hanzulja ( Ucraina) 3-0
- Batte Abelhafid Benchabla ( Algeria) 3-0
- Batte Joe Ward ( Irlanda) 3-0
- Batte Ädilbek Nïyazımbetov ( Kazakistan) 2-1

### Risultati ai Giochi Panamericani
Ha vinto la medaglia d'oro nella categoria dei pesi mediomassimi ai giochi panamericani di Guadalajara 2011 e Toronto 2015.

#### Guadalajara 2011
- Batte Jeffrey Spencer ( Stati Uniti) 19-2
- Batte Carlos Gongora ( Ecuador) 19-9
- Batte Yamaguchi Falcao ( Brasile) 22-12

#### Toronto 2015
- Batte Carlos Mina ( Ecuador) 3-0
- Batte Juan Carlos Carrillo ( Colombia) 3-0
- Batte Albert Ramirez Duran ( Venezuela) 3-0

Per via dei risultati conseguiti nel 2011 è stato nominato miglior atleta cubano negli sport individuali per l'anno 2011, nonché miglior atleta della provincia di Camagüey.

#### Tokyo 2020
- Batte Elly Ochola ( Kenya) 5-0
- Batte Emmanuel Reyes ( Spagna) 4-1
- Batte Abner Teixeira ( Brasile) 4-1
- Batte Muslim Gadzhimagomedov ( ROC) 5-0

## Politica
Nelle Olimpiadi 2020, ha attirato l'attenzione per aver espresso il suo sostegno al governo cubano dichiarando dopo la vittoria dei quarti di finale su Emmanuel Reyes, un avversario spagnolo di origine cubana: "Patria y vida, no. ¡Patria o muerte, venceremos!". "Patria y Vida" è uno slogan e una canzone associati alle proteste antigovernative cubane di luglio 2021.